# Evangelina Guerrero
Evangelina Guerrero Entrala de Zacarías (Quiapo, Manila; 1904-11 de abril de 1949) fue una poeta y periodista filipina en lengua española.

## Biografía
Nació en Quiapo en 1904, Manila. Era hija mayor del «Príncipe de la poesía lírica filipina» Fernando María Guerrero. Se casó en 1929 con Antonio Zacarías, secretario del Senado de Filipinas.
Colaboró con periódicos como La Opinión, La Vanguardia o El Debate, así como la revista Excelsior —de la que fue editora—. Escribía cuento, ensayo y prosa lírica. A pesar de ser nombrada académica de la Academia Filipina en 1947, rechazó el puesto, por razones de modestia y de salud, continuo con su labor literaria. Falleció el 11 de abril de 1949.

## Premios
Obtuvo el Premio Zóbel en la edición de 1935 por su poemario Kaleidoscopio Espiritual (Ciudad Quezón, Imprenta Phoenix 1959)